# Леляска
Леляска (рум. Leleasca) — село у повіті Олт в Румунії. Входить до складу комуни Леляска.
Село розташоване на відстані 135 км на захід від Бухареста, 40 км на північ від Слатіни, 72 км на північний схід від Крайови, 132 км на південний захід від Брашова.

## Населення
За даними перепису населення 2002 року у селі проживала 691 особа, усі — румуни. Усі жителі села рідною мовою назвали румунську.